# Кула на Гедимин
Кулата на Гедимин (на литовски: Gedimino pilies bokštas) е оцеляла крепостна кула от Вилнюските замъци във Вилнюс, Литва.
Разполага с платформа, предлагаща панорамна гледка над Стария град на Вилнюс и Централния бизнес район.

## История
Първите дървени укрепления са построени от Гедимин, велик княз на Великото литовско княжество от около 1275 до 1341 г. Първият тухлен замък е построен през 1409 г. от великия княз Витовт. Триетажната кула е възстановена през 1933 г. от полския архитект Ян Боровски. Някои от старите части на замъка също са възстановени въз основа археологически разкопки.
До върха на хълма може да се стигне пеша или с фуникулер. В кулата се помещава музей с археологически находки от хълма и околностите, както и модели на вилнюските замъци от XIV до XVII век и иконографски материали от Стария град.
Кулата на Гедимин е важен държавен и исторически символ за Вилнюс и Литва като цяло. Тя е изобразявана на бившата национална валута на страната – литас. Освен това тя се споменава и в множество литовски патриотични поеми и песни. Знамето на Литва е издигнато на кулата на 7 октомври 1988 г. в процеса на възстановяване на независимостта на страната от Съветския съюз.